# 长圆臀果木
长圆臀果木（学名：Pygeum oblongum）为蔷薇科臀果木属下的一个种。

## 扩展阅读
- 維基物種上的相關：长圆臀果木